# Моа (река)
Моа (выше впадения Мели — Макона) — река на западе Африки. Река начинается в горах Гвинеи и течёт к юго-западу. Протекая через Южную провинцию, Моа впадает в Атлантический океан. Река является границей для Гвинеи и Либерии и Гвинеи и Сьерра-Леоне.
Длина реки составляет 425 км, площадь бассейна — 17 900 км².